# Château d'Isenghien
 (août 2018).
Si vous disposez d'ouvrages ou d'articles de référence ou si vous connaissez des sites web de qualité traitant du thème abordé ici, merci de compléter l'article en donnant les références utiles à sa vérifiabilité et en les liant à la section « Notes et références ».
Le château d'Isenghien est un édifice situé à Lomme qui sert désormais de façade à un cinéma multiplexe de la chaîne Kinépolis. Avec 6 816 places, il est le plus grand cinéma de France et le troisième plus grand cinéma du monde.

## Architecture

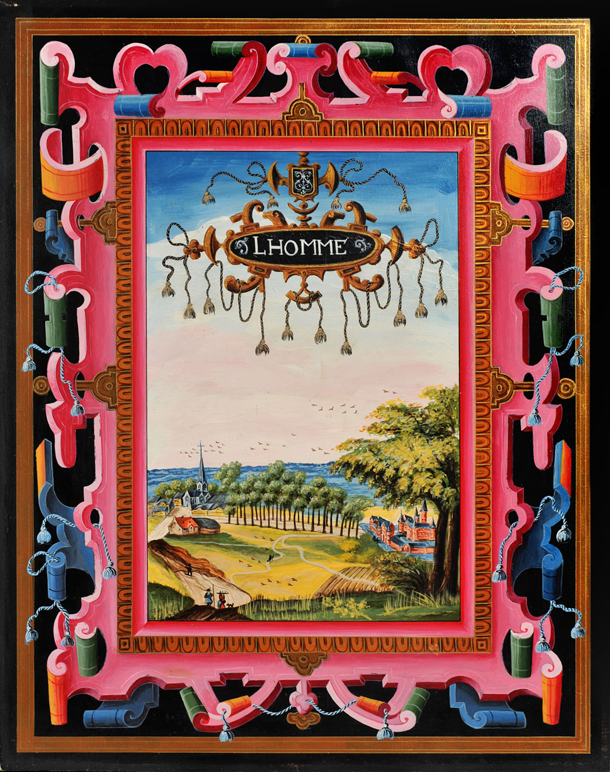
Album de Croÿ - Lomme et le château d'Isenghien vers 1600.

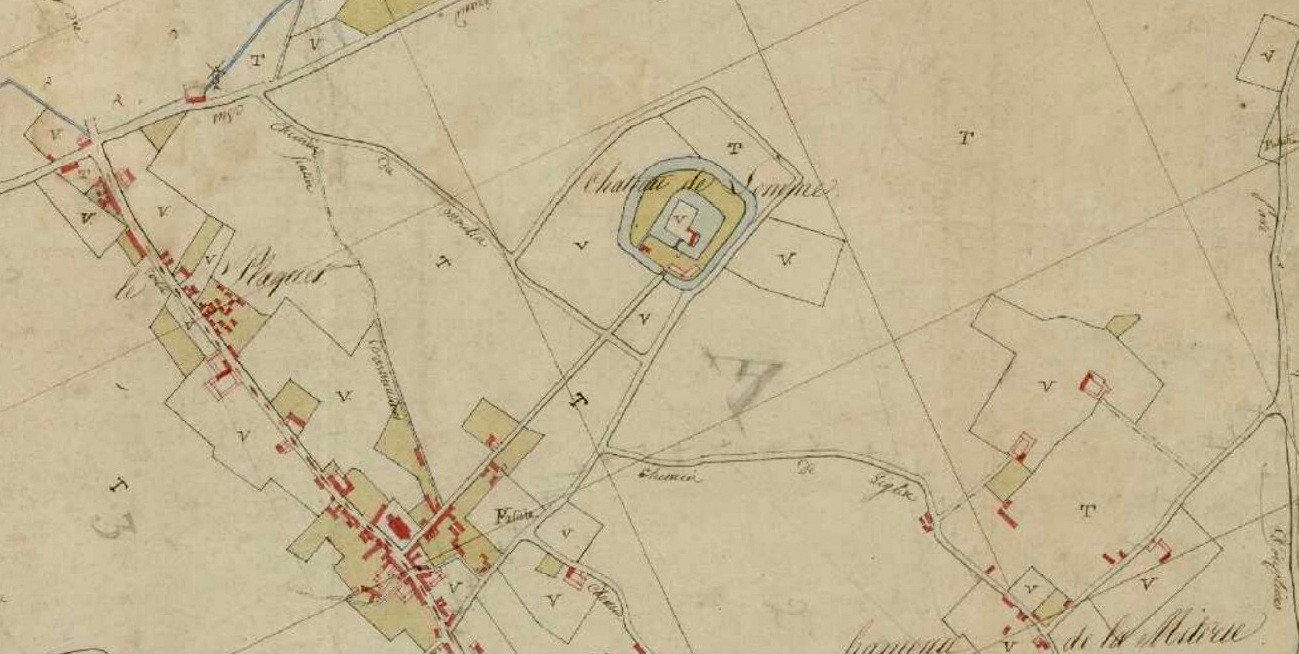
Château d'Isenghien - Cadastre - époque du Consulat.

Vers 1600 d’après l'image qui en est donnée par l'Album de Croÿ; image vue de la Mitterie avec au premier plan le chemin de l'église, le château est entouré de deux fossés en eau avec un mur d'enceinte et à l'intérieur le donjon avec cinq tourelles. Le cadastre de l'époque du consulat et celui de 1820 relèvent toujours les fossés et l’accès à l'église par un chemin droit La dréve actuelle rue de la Dréve. L'église est à proximité de la bouche de métro Bourg.

## Histoire

### XVe–XVIIIesiècle

#### Maison de Gand-Vilain
Les origines du château remontent au XVe siècle avec un château-fort et un donjon construit en 1545 sur ce qui était dénommé selon un manuscrit de 1496 le « manoir de Lomme » propriété de Marie de Cuinghien (Marie de Coyeghem) (-27/04/1538) épouse de d'Adrien de Gand-Vilain conseiller et chambellan de Maximilien II, archiduc d'Autriche,, en premières noces et de Philippe de Herzelles qu'elle épousa sous contrat le 27 janvier 1497.
Marie de Cuinghien fut enterrée à l'église de Lomme sous un « superbe mausolée : quatre colonnes de trois pieds de haut soutiennent une pierre bleue longue cinq et large de deux pieds et demi sur laquelle couche l'effigie la dame en pierre blanche. Au-dessus on lit » une épitaphe : voir en ligne .
Maximilien Vilain de Gand est Baron de Rasseghem ou Rassenghien; franc seigneur de Sint Jansteen, seigneur de Kalken, Sailly, Lichtervelde, Wetteren, Isenghien et Hem, souverain bailli des villes d'Alost et de Grammont. Gouverneur de la Flandre française, capitaine général des villes et châtellenies de Lille, Orchies, et Douai. La seigneurie d'Isenghien en Flandre fut érigée en sa faveur par lettre du roi Philippe III d'Espagne du 19 mai 1582 un peu avant mort de ce seigneur à Tournai en 1583. Il était fils d'Adrien de Gand; vice amiral de Flandre; en 1532 et de Marguerite de Stavele, dame d'Isenghien, de Haverskerque et Estaires et petit-fils de Marie de Cuinghien,,.
Il aura onze enfants dont le 5e Maximilien de Gand dit Vilain qui sera évêque de Tournai mort à 74 ans le 27 novembre 1644.
Lomme est pillée en 1581 par la garnison de Menin qui s'empare du château fort le 15 août d'où elle est délogée le lendemain matin par le seigneur de Lomme.

#### Jean de Gassion
En 1646, pendant que son alliée, la République des Provinces-Unies menace de prendre Anvers aux Espagnols, obligeant ceux-ci à découvrir leur front occidental, la France remporte quelques brillants succès en Flandre, le long de la Lys.
Le 12 septembre 1646, le maréchal Jean de Gassion s'empare du château au nom du roi de France Louis XIV de France.
La famille d'Isenghien installée depuis près de deux siècles dans le château est désormais rattachée à la France et délaisse l'édifice pour Versailles.

#### Historiettes de château
Jean de Gassion est maréchal de France à 34 ans, sert Louis XIII et Louis XIV et meurt d'une blessure lors du siège de Lens.
Tallemant des Réaux (1619-1692) raconte dans ses Historiettes que Jean de Gassion (1609-1647) était un homme né à l'amour.

#### Louis de Gand de Mérode de Montmorency
En 1746, Louis de Gand de Mérode de Montmorency fait démolir partiellement le château et ne reste qu'une aile servant de pavillon de chasse et une ferme. Louis de Gand de Mérode de Montmorency épousa en troisièmes et dernières noces le 16 avril 1720, Marguerite-Camille Grimaldi de Monaco, héritière universelle instituée du Antoine de Grimaldi Prince de Monaco.

#### Révolution française
Après avoir été réquisitionnés comme biens nationaux durant la Révolution française, mais laissé à l'abandon, la ferme est détruite en 1840. En 1850, le terrain est racheté par un bourgeois de Lille, Alexandre Tripier qui construit à l’intérieur des douves une maison de campagne qui conserve toutefois le nom de Château d'Isenghien.

### XXesiècle

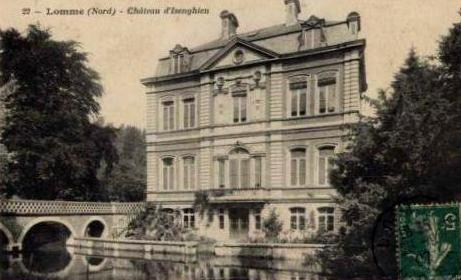
Lomme - Château d'Isenghien en 1907.

Durant la Première Guerre mondiale, le bâtiment est endommagé puis reconstruit en partie après la guerre.

#### Étienne Poulet
Étienne Poulet, né le 10 juin 1890 au château d'Isenghien à Lomme bien que ses parents habitent Lille et meurt le 9 septembre 1960 à Paris, il est un pionnier français de l'aviation.
Dès 1913, il est remarqué par la presse nationale, lorsqu'il vole « la tête en bas », ce que seuls deux pilotes ont déjà pratiqué, selon Le Figaro,.
Après plusieurs tentatives — le 8 avril 1914, il vole 12 heures d'affilée, entre Étampes et Gidy—, il bat le record du monde de durée en vol sans escale, en 16 heures 28 minutes et 56 secondes (soit 936,8 km) le 26 avril 1914. Il est également détenteur du « record de la hauteur avec deux et trois passagers ». Ses exploits feront de lui un récipiendaire de la Légion d'honneur.
Après la Première Guerre mondiale, il tente de relier Paris à Melbourne, en Australie, à bord d'un Caudron G.4, « moteurs rotatifs Le Rhône ». Il décolle de la capitale en octobre 1919, en compagnie de son mécanicien et ami Jean Benoist. Son périple, pour lequel il est en concurrence avec d'autres aviateurs, est médiatisé,,,,. Le 17 décembre, le journal La Croix rapporte que l'appareil du pilote, stationné à Rangoun, est « très fatigué ». Étienne Poulet échoue peu de temps après en raison de problèmes mécaniques. Alors qu'il survole la Birmanie (le Siam), un vautour percute l'hélice de son appareil et la brise, rapporte Le Figaro, le 19 décembre,.

#### Lillom
Le château d'Isenghien, propriété privée, est racheté par la commune de Lomme pour en faire un parc de loisirs. Le lundi 10 juin 1985 est inauguré le parc Lillom, il fermera définitivement en 1987. Lillom ou Parc de Lomme était un parc à thème. Ce fut un des premiers parcs à thème en France. Le sujet de Lillom était l'histoire de l'humanité de la préhistoire au futur. Le parc était organisé autour d'un petit lac, en quatre zones principales :
- la zone préhistorique
- la cité médiévale
- la zone Belle Époque
- le monde du futur.

#### Kinépolis Lomme - Le château du cinéma

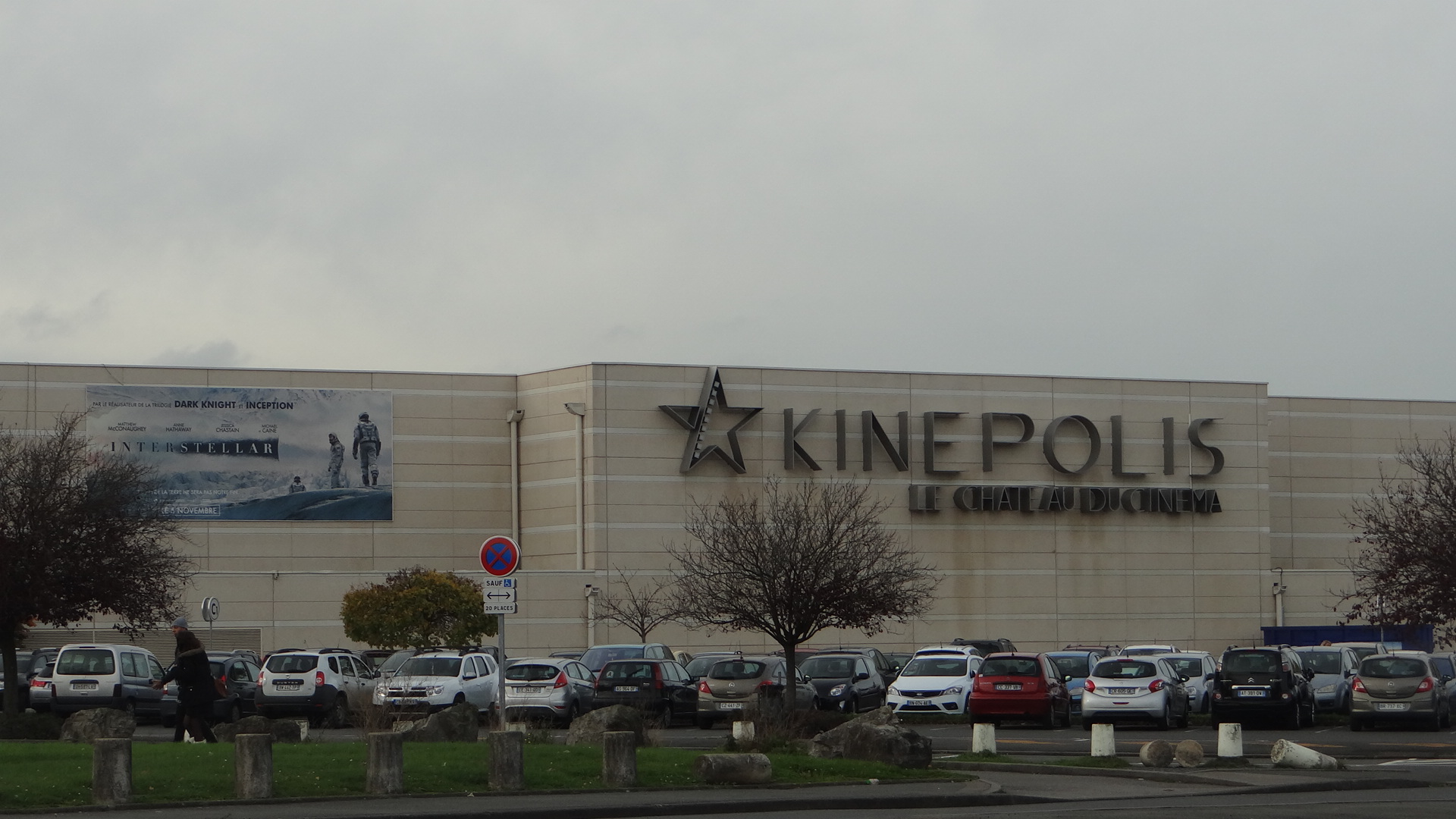
Kinépolis Lomme - Le château du cinéma.

Le château est intégré à un projet de complexe cinématographique nommé « Château du cinéma » qui voit ouvrir en 1996 un multiplexe Kinepolis, le château servant de vitrine à l'entrée.
Le complexe de salles de cinéma Kinépolis Lomme, avec ses 7 286 fauteuils, est le plus grand complexe cinématographique de France en nombre de sièges (dépassé en 2014 par l'UGC Ciné Cité Les Halles en nombre de salles : 23 contre 27).
En 2022, le complexe enregistre 75 300 entrées pourTop Gun: Maverick, soit le record national pour ce film.
En 2025, il est le deuxième cinéma le plus fréquenté en France avec 2 millions d'entrées par an.

#### Centre régional des arts du cirque
Le Centre régional des arts du cirque de Lomme est situé dans le parc Urbain du Château d'Isenghien.

## Source
- « Château d'Isenghien sur la voix du nord »(Archive.org • Wikiwix • Archive.is • Google • Que faire ?), 14 janvier 2019